# 플래툰 리더
플래툰 리더(Platoon Leader)는 미국에서 제작된 애론 노리스 감독의 1988년 전쟁 영화이다. 제스 댑슨 등이 주연으로 출연하였고 해리 앨런 타워스 등이 제작에 참여하였다.

## 출연

### 주연
- 제스 댑슨
- 마이클 디로렌조
- 마이클 듀디코프
- 릭 피츠
- 브라이언 리비
- 로버트 F. 리온스
- 토니 피어스
- 마이클 라이더
- 윌리엄 스미스